# Filmbulletin – Zeitschrift für Film und Kino
Filmbulletin – Zeitschrift für Film und Kino ist eine Schweizer Filmzeitschrift, die seit 1959 erscheint, aktuell in sechs Ausgaben pro Jahr. Sie gehört zu den führenden deutschsprachigen Filmzeitschriften. In der deutschsprachigen Schweiz ist es die einzige, periodisch erscheinende Filmzeitschrift. Bis zum Jahrgang 57 [2015, No 4] war der Titelzusatz: Filmbulletin – Kino in Augenhöhe.

## Beschreibung
Herausgegeben wird die Zeitschrift von der Stiftung Filmbulletin in Zürich. Ursprünglich ins Leben gerufen wurde sie 1959 vom katholischen Filmkreis Schweiz; theologische Themen und Betrachtungen spielen heute aber keine Rolle mehr.
Filmbulletin beleuchtet nicht nur aktuelle Themen und neue Filme im Kino, sondern wendet sich oftmals den kreativen, doch meist unbekannteren Mitarbeitern unter den Filmautoren und Regisseuren zu. Daher ist die Maxime des Filmbulletins eine politique des collaborateurs, um die Arbeit der Kameraleute, Filmeditoren, Tongestalter, Filmkomponisten, Szenenbildner oder Drehbuchautoren weiter in den Mittelpunkt zu rücken. Filmbulletin versteht sich als Plattform für die kritische, historisch und theoretisch fundierte Beschäftigung mit Film und Kino.
Des Weiteren finden sich Rezensionen zu aktuellen Kinofilmen, DVD-Editionen oder Buchpublikationen in den einzelnen Heften. Filmbulletin ist daher mit weiteren namhaften Filmzeitschriften wie epd Film, film-dienst, Cargo und Ray vergleichbar.